# Набу-шум-укін I
Набу-шум-укін I (д/н — бл. 888 до н. е.) — цар Вавилону близько 900—888 до н. е. Ім'я перекладається як «Набу встановив законне потомство».

## Життєпис
Походив з династії «Е» (VIII Вавилонської династії). Син царя Шамаш-мудамміка, хоча деякі вчені ставлять це під сумнів. Після смерті останнього близько 900 року до н. е. посів трон. Продовжив війну з Ассирією. У 895 році до н. е. відповідно до ассирійських джерел зазнав поразки від царя Ададнерарі II. Проте при порівняні інших джерел дослідники прийшли до висновку, що загалом війна для Набу-шум-укіна I була вдалою, оскільки вавилонський кордон просунувся на північ до річки Малий Заб.
З новим ассирійським царем Тукульті-Нінуртою II вавилонський цар дотримувався мирних стосунків, що було закріплено шлюбами: кожен з царів одружився з донькою союзника. В результаті відбулося часткове відродження Вавилонського царства.
Помер Набу-шум-укін I близько 888 року до н. е. Владу успадкував син Набу-апла-іддіна.